# 금성정치대학
금성정치대학(金星政治大學)은 평양직할시 동대원구역에 위치한 조선민주주의인민공화국의 대학이다.  청년 및 근로단체 간부를 양성하고 재교육하기 위한 목적으로, 1946년 11월 5일에 설립된 중앙청년간부학교로 발족되었다.

## 상세
1950년 5월 5일에 청년조직인 민주청년동맹 간부를 양성하는 민청중앙학교로 개편되었고, 민청이 사회주의노동청년동맹으로 개편됨에 따라 사로청대학으로 승격되었다가, 1974년 11월 1일 금성정치대학으로 개편되었다.
김일성-김정일주의청년동맹과 근로단체 간부를 양성하는 고등교육과정을 운영하고 있다. 학생의 대부분은 제대군인과 산업현장의 노동자 출신이다. 1976년에는 개교 30주년을 맞아 김일성훈장을 수훈하였다.